# Nereida Bonmatí Arnau
Nereida Bonmatí Arnau és una dissenyadora de vestuari espanyola, candidata dos cops al Goya al millor disseny de vestuari. Entre 1978 i 1982 va estudiar filologia hispànica a la Universitat Complutense de Madrid. El 1982 es diplomà en disseny amb Cinthia Ruggeri a Milà i el 1996 es va llicenciar en escenografia a la Wimbledon School of Art de Londres.
Ha treballat com a dissenyadora de vestuari al cinema i la televisió. Va començar el 1985 a un dels episodis de La huella del crimen i es consolidà en cinema quan va col·laborar a Amantes de Vicente Aranda (1990). Després de treballar a la sèrie de televisió Crónicas del mal el 1994 fou candidata al Goya al millor disseny de vestuari pel seu treball a La pasión turca. Després de treballar com a dissenyadora de vestuari a Boca a boca de Manuel Gómez Pereira (1995), Una casa en las afueras (1995) i La vida de nadie (2002), el 2003 fou novament candidata al Goya al millor disseny de vestuari per Noviembre, d'Achero Mañas (2003). Posteriorment ha treballat a les pel·lícules Azuloscurocasinegro de Daniel Sánchez Arévalo (2006) a La mula de Michael Radford (2009) i No tengas miedo de Montxo Armendáriz (2011), així com a la minisèrie El caso Wanninkhof (2008). El 2006 va guanyar el premi al millor disseny de vestuari de l'Asociación de Cronistas Cinematográficos de la Argentina per Elsa y Fred. Posteriorment ha estat professora de disseny de vestuari a l'ECAM de Madrid.